# Rue Louis-Bonnet
Pour les articles homonymes, voir Louis Bonnet et Bonnet.
Ne doit pas être confondu avec rue Bonnet.
La rue Louis-Bonnet est une voie du 11e arrondissement de Paris, en France.  

## Situation et accès
La rue est montante à partir de la rue de l'Orillon jusqu'au boulevard de Belleville avec une pente d'environ 2 %. Entièrement bitumée sur toute sa longueur, elle est en sens interdit depuis le boulevard de Belleville.
La rue Louis-Bonnet est desservie par les lignes 2 et 11 à la station Belleville.

## Origine du nom
Cette rue a été nommée en l'honneur du journaliste Louis Bonnet (1856-1913), fondateur de L’Auvergnat de Paris.

## Historique
Ancienne rue Pierre-Nys, son nom actuel date de 1927. 
Pendant la guerre des Six Jours, le 12 juin 1968, à l'angle avec la rue de l'Orillon, au café Kairouan aujourd'hui disparu, une dispute éclate entre deux clients ; ils en viennent aux mains et la querelle devient bagarre de rue inter-communautaire entre Juifs et Arabes. Cinquante magasins seront saccagés dans le quartier et une synagogue objet d'une tentative d'incendie.
Depuis les années 1975-1980 se sont implantés nombre d'établissements issus de la communauté chinoise, en majorité des restaurants.

## Bâtiments remarquables et lieux de mémoire

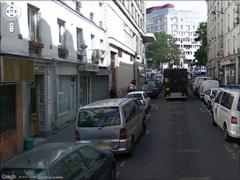
Autre vue de la rue.

Située au cœur du quartier de Belleville juste à côté de la place du même nom, cette rue très commerçante a physiquement peu changé et a conservé pratiquement les mêmes immeubles depuis un siècle, excepté l'immeuble côté impair à l'angle avec le boulevard, qui date de 1935, en lieu et place d'un vieil immeuble qui abritait autrefois sur son pas de porte une institution du Vieux Belleville, la Taverne Karcher.
À signaler la disparition de la charcuterie delicatessen Goldenberg avec ses spécialités d'Europe centrale et, au bas de la rue, la destruction d'un petit hôtel. La rue Louis-Bonnet croise en son milieu la rue de la Présentation.
- No 14 : à cette adresse vivait la famille Schreiber. Les deux fils, Léo Schreiber (11 ans) et Albert (4 ans) sont déportés seuls à Auschwitz, par le convoi no 22, en date du 21 août 1942, leur mère Mindia Schreiber ayant été déportée 15 jours plus tôt, à Auschwitz par le convoi no 16, en date du 7 août 1942.